# Amiga 3000T
Den Commodore Amiga 3000T, welcher die Towerversion der Desktopausführung Amiga 3000 darstellte, gab es in zwei Varianten: einmal als den normalen A3000T mit 68030-Prozessor und einmal als A3000T-040. Letzterer war mit einer Commodore-A3640-Turbokarte ausgestattet, welche dem Rechner einen 68040-Prozessor mit 25 MHz zur Seite stellte.
Die Prototypen trugen noch den Namen A3500. Das eigentlich hochgeheime Projekt, das erst einige Zeit nach dem A3000 Desktop fertig wurde, sickerte aber durch, weil im Handbuch-Anhang zum A3000 in den dort abgedruckten Schaltplänen Varianten mit der Beschriftung „A3500“ nicht komplett eliminiert wurden.
Bei dem Gehäuse handelte es sich um ein abgewandeltes Modell des Commodore PC-60. Es wurden 1 MB Chip-RAM und 4 MB Fast-RAM verbaut, so dass der Rechner insgesamt über 5 MB Hauptspeicher verfügte. Beim 3000T wurde das ROM auch von Anfang an als Baustein auf der Platine ausgeliefert und nicht als Softkick auf der Festplatte, wie es bei den ersten Versionen der Desktopvariante geschah. Ansonsten war er mit dem 3000D(esktop) identisch, bis auf die Tatsache, dass das Board einen Zorroslot mehr und der Tower drei 5,25-Zoll-Laufwerksschächte besaß. Von diesen waren zwei vertikal eingebaut, was das Betreiben von CD-ROM-Laufwerken in diesen Schächten erschwerte, sofern man kein Laufwerk mit Caddy besaß.
Der Amiga 3000T konnte auch als Amiga 3000T/UX mit einer auf die Amiga-Hardware angepassten Version von AT&T System V Release 4 namens AMIX bestellt werden, das auf einer QIC-Magnetbandkassette ausgeliefert wurde. Hierfür gab es für den Einsatz mit X11 sogar eine Maus mit drei Tasten. Eine Koexistenz von AmigaOS und AMIX auf demselben Rechner war prinzipiell möglich.
Verschiedene Händler haben den Rechner in aufgewerteten Versionen angeboten, ihn zum Beispiel mit neueren Kickstarts und zuletzt gar mit CD-ROM-Laufwerk versehen. 